# Chinedu Ede
Chinedu Ede (Berlino, 5 febbraio 1987) è un ex calciatore tedesco, di ruolo attaccante.

## Carriera
È stato tra i giocatori della Nazionale tedesca Under-21 che nel 2009 in Svezia ha vinto il Campionato europeo di categoria.